# Sociedad de Pilotos de Pruebas Experimentales
La Sociedad de Pilotos de Pruebas Experimentales (Society of Experimental Test Pilots) es una organización internacional sin ánimo de lucro, fundada en 1955 como la "Testy Test Pilots Society" y tuvo a Scott Crossfield, Ray Tenhoff, Joe Ozier, Dick Johnson, Tom Kilgariff, John Fitzpatrick como miembros fundadores. La sociedad está formada por pilotos de pruebas, ingenieros de vuelo y otros profesionales relacionados con la industria aeroespacial, como por ejemplo Neil Amstrong, el primer hombre en pisar la Luna.
Diecisiete pilotos asistieron a la primera reunión organizada de la "Sociedad Testy Test Pilots" el 29 de septiembre de 1955. Sin embargo, este nombre iba a ser de corta duración, ya que se cambió a The Society of Experimental Test Pilots en la segunda reunión el 13 de octubre de 1955.
Desde su fundación, la sociedad ha sido un referente en la promoción y desarrollo de la aviación experimental y la seguridad en el vuelo. La sociedad ha organizado numerosos simposios, conferencias y eventos en todo el mundo, y ha colaborado con otras organizaciones relacionadas con la aviación.
Entre las principales actividades de la sociedad se encuentran la promoción de la investigación y el desarrollo en el campo de la aviación experimental, la formación y el entrenamiento de pilotos de pruebas y la promoción de la seguridad en el vuelo.
La Society of Experimental Test Pilots ha sido un actor importante a través de sus asociados en el desarrollo de numerosos proyectos aeronáuticos, incluyendo el programa Apollo de la NASA y el desarrollo del avión Concorde (André Turcat, Brian Trubshaw,...).
Actualmente, la asociación reúne a miembros de diversas naciones y tiene como objetivo promover la seguridad entre los pilotos de pruebas. Publica una revista cuatrimestral de título "Cockpit" (Cabina de vuelo).